# Berliner Schloss
Berliner Schloss (dansk: Berlin Slot, egentlig Königliches Schloss (dansk: Kongelige Slot), fejlagtigt også omtalt Berliner Stadtschloss) er et slot på øen Spreeinsel i Berlins historiske centrum ved Schloßplatz. Slottet blev færdigbygget i 1443 og var hovedresidens (vinterresidens) for kurfyrsterne af Brandenburg, det senere Brandenburg-Preussen og kongerne af Preussen, som efter 1871 desuden var tyske kejsere. Efter første verdenskrig blev slottet museum.
Slottet blev i årene 1698-1713 ombygget af Frederik 1. af Preussen med tegninger af arkitekterne Andreas Schlüter og Johann Friedrich Eosander og anses som et hovedværk fra den nordtyske barok.
Under anden verdenskrig blev slottet skadet ved bombning, men ikke fuldstændig ødelagt. Slottet ligger i den daværende sovjetiske besættelseszone og kom derfor under DDR ved DDR's oprettelse i 1949. DDR's myndigheder rev slottet ned i 1950, fordi det angiveligt var et "symbol på preussisk imperialisme"; dette skete under stærke protester fra demokratiske lande. Det eneste DDR's myndigheder lod blive, var balkonen hvor Karl Liebknecht ved slutningen af første verdenskrig havde udråbt "den frie socialistiske republik" som aldrig blev en realitet. DDR opførte i midten af 1970'erne en bygning, Palast der Republik, til DDR's parlament, Volkskammer, og pladsen foran blev omdøbt fra Schlossplatz til Marx-Engels-Platz.
Efter Tysklands genforening fik slotspladsen sit gamle navn tilbage. I 2003 besluttede Forbundsdagen med overvejende flertal at rive Palast der Republik ned og genopføre Berlins byslot baseret på de oprindelige tegninger. Nedrivningen begyndte i december 2005. Det genopførte slot stod klar til indvielse i september 2020, men grundet COVID-19-pandemien blev den officielle åbning udskudt til 2021. Slottet anvendes i dag af museet Humboldt-Forum og udstiller de ikke-europæiske samlinger tilhørende Staatliche Museen zu Berlin, Stiftung Preußischer Kulturbesitz' kunstsamlinger, Humboldt-universitetets videnskabelige samlinger og dele af Staatsbibliothek zu Berlins samlinger.